# Галицкий 20-й пехотный полк
20-й пехотный Галицкий полк — пехотная воинская часть Русской императорской армии. С 1829 по 1918 год входил в состав 5-й пехотной дивизии.
- Старшинство — 17 января 1811 года.
- Полковой праздник — 8 ноября.

## История
Сформирован в трёхбатальонном составе в городе Севастополь 17 января 1811 года из рот, выделенных по три из гарнизонных батальонов: Бакинского, Тамбовского, Царицынского и Потийского. Батальоны полка состояли из 4 рот: одной гренадерской и трёх мушкетерских. На 1812 год Галичане входили в состав 13-й дивизии, и принимали участие в изгнании армии объединённой Европы из пределов России. В 1813 г. из Галицкого полка был выделен 2-й батальон на сформирование 8-го егерского полка, а в 1814 г. в полку был сформирован 4-й резервный батальон.
В русско-турецкую войну 1828—1829 гг. Галицкий пехотный полк 26 сентября 1828 г., в составе войск 2-го корпуса, прибыл под Силистрию. По снятии осады Силистрии 27 октября Галицкий полк в составе арьергарда, под начальством генерал-адъютанта графа Сухтелена, прикрывал отступление осадного корпуса из-под Силистрии на зимние квартиры и переправу их через Дунай, а затем 30 мая 1829 г. участвовал в сражении при д. Кулевче.
В польскую войну 1830—1831 гг. Галицкий полк находился в действующей армии графа Дибича (состоял во 2-м пехотном корпусе Палена). Полк находился в делах в Гродненской губернии, при блокаде Модлина и в преследовании инсургентов до прусской границы.
28 января 1833 г., по присоединении к полку 10-го егерского полка, переименован в Галицкий егерский полк; состав полка был: 4 действительных батальона с нестроевой ротой и сводный резервный батальон со сводным нестроевым отделением, который в военное время развёртывался в 5-й и 6-й резервный батальоны с нестроевыми отделениями. В этом же году 1-му и 2-му действительному и 5-му резервному батальону были пожалованы знаки на шапки с надписью: «За отличие», для сравнения с прочими батальонами, поступившими из 10-го егерского полка, которому эти знаки были пожалованы 31 января 1816 г. за подвиги в Отечественной войне 1812 г. и за походы в Европу в 1813 и 1814 гг.
В 1834 г. кадр 6-го резервного батальона (в составе сводного резервного батальона) был упразднён, а нестроевая рота и отделение её включены в состав фурштадтского батальона дивизии. В 1842 г. упразднён 5-й резервный батальон, а вместо него в составе запасных войск было положено иметь для полка, из бессрочно-отпускных, батальоны кадрового состава: 5-й резервный и 6-й запасной.
В Венгерскую кампанию 1849 г. Галицкий егерский полк находился в составе колонны генерал-лейтенанта Лабинцева; 5 июня он выступил из окрестностей местечка Грабова, перешёл Карпаты и 6-го достиг д. Торно. 5 июля, после дела под Вайценом, в составе отряда генерал-лейтенанта Толстого, выступил к с. Асоду. 18 июля, вместе с Костромским полком, под начальством генерал-адъютанта князя Горчакова, овладел переправою через р. Тису при Тисафюреде. 21 июля Галицкий полк участвовал в сражении при Дебречине.
В 1854 г. в полку сформированы 7-й и 8-й батальоны. В таком составе Галицкий полк участвовал в Восточной войне и 4 августа 1855 г., во время сражения на Чёрной речке, находился в главном пехотном резерве генерал-лейтенанта Шепелева.
По окончании Восточной войны, 17 апреля 1856 г. назван Галицким пехотным полком; из лучших стрелков каждого батальона сформированы были стрелковые роты; 5-й, 6-й, 7-й и 8-й батальоны упразднены, а 4-й батальон переименован в резервный и отделён в резервные войска. 30 августа 1856 г. 1-му и 2-му батальонам пожалован «поход за подвиги, мужество и храбрость, оказанные в войну 1853—1856 гг.». 3-й и 4-й батальоны в то время имели уже это отличие, как сформированные из 10-го егерского полка, которому он был пожалован 6 апреля 1830 г. за подвиги в войну с Турцией в 1828—1829 гг. Того же числа пожалована полку за отличие, оказанное при защите Севастополя, Георгиевская труба с надписью: «За Севастополь в 1854 и 1855 гг.».
В 1863 г. 4-й батальон поступил на сформирование Уральского пехотного полка. 25 марта 1864 г. полку присвоен № 20-й. По случаю назначения шефа 6 октября 1867 г. полк назван 20-м Галицким генерал-адъютанта графа Киселёва полком, а 20 ноября 1872 г., по смерти шефа, по-прежнему стал именоваться 20-м пехотным Галицким полком.
В войну с Турцией 1877—1878 гг. Галицкий полк входил в состав 9-го армейского корпуса и принимал участие во взятии крепости Никополя и во 2-м и 3-м штурмах Плевны. 17 апреля 1878 г. всем трём батальонам полка пожалованы Георгиевские знамёна с надписью: «За взятие Никополя 3 июля 1877 г.». На скобах знамени вензели императора Александра I и надпись: «1811 г., Галицкий пехотный полк».
В 1879 г. из 3-х батальонов по 4 линейных роты и одной стрелковой были сформированы 4 батальона 4-ротного состава.
В ходе Первой мировой войны полк участвовал, в частности, в Галицийской битве 1914 г. В 1916 г. сражался на р. Щара.
Полковой праздник — 8 ноября.
Расформирован 5 апреля 1918 г. приказом №156 Московского областного комиссариата по военным делам.

## Галерея памятников Болгарии

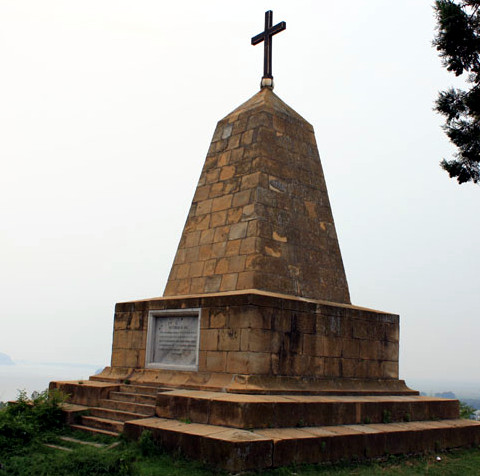
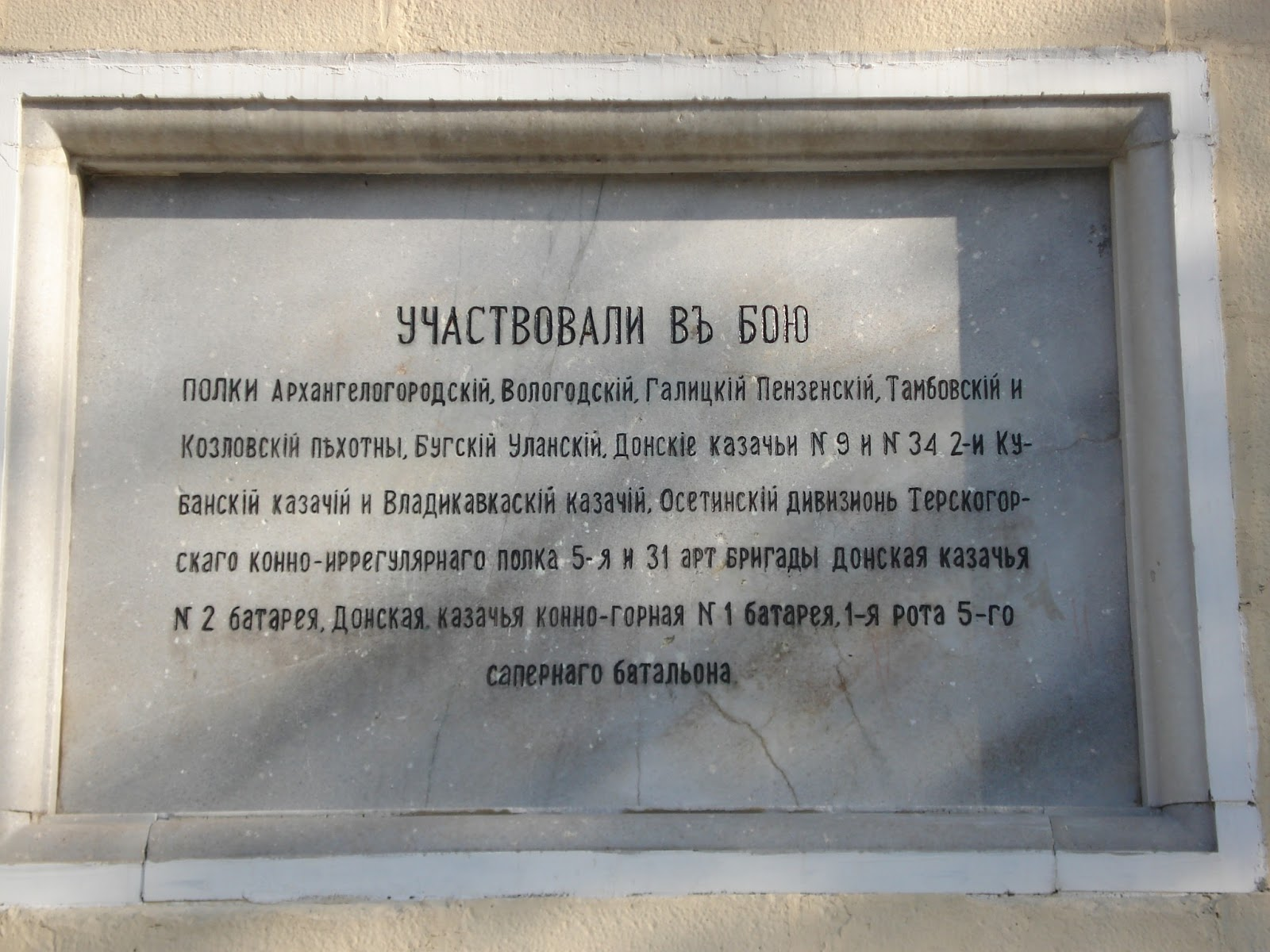
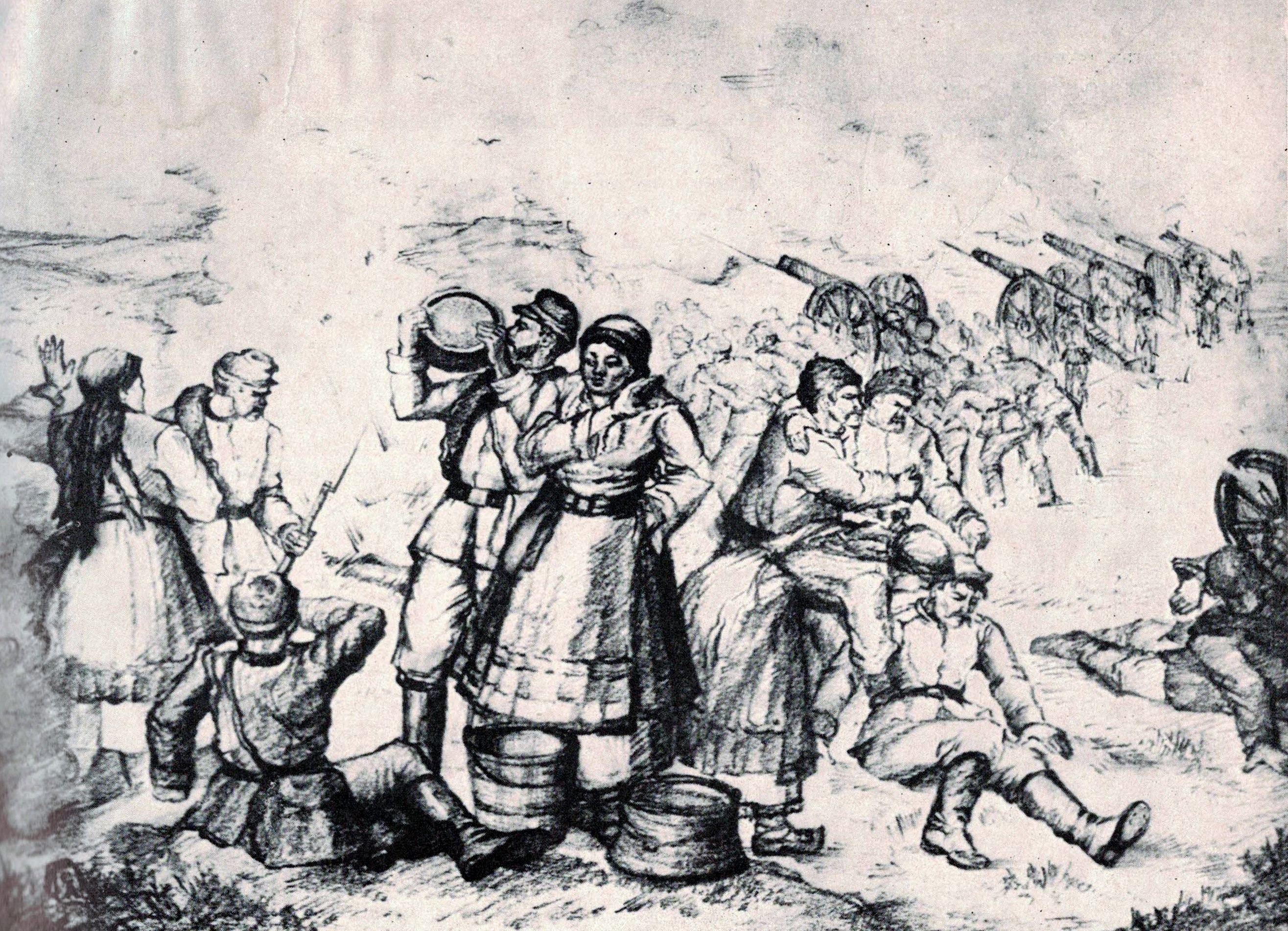
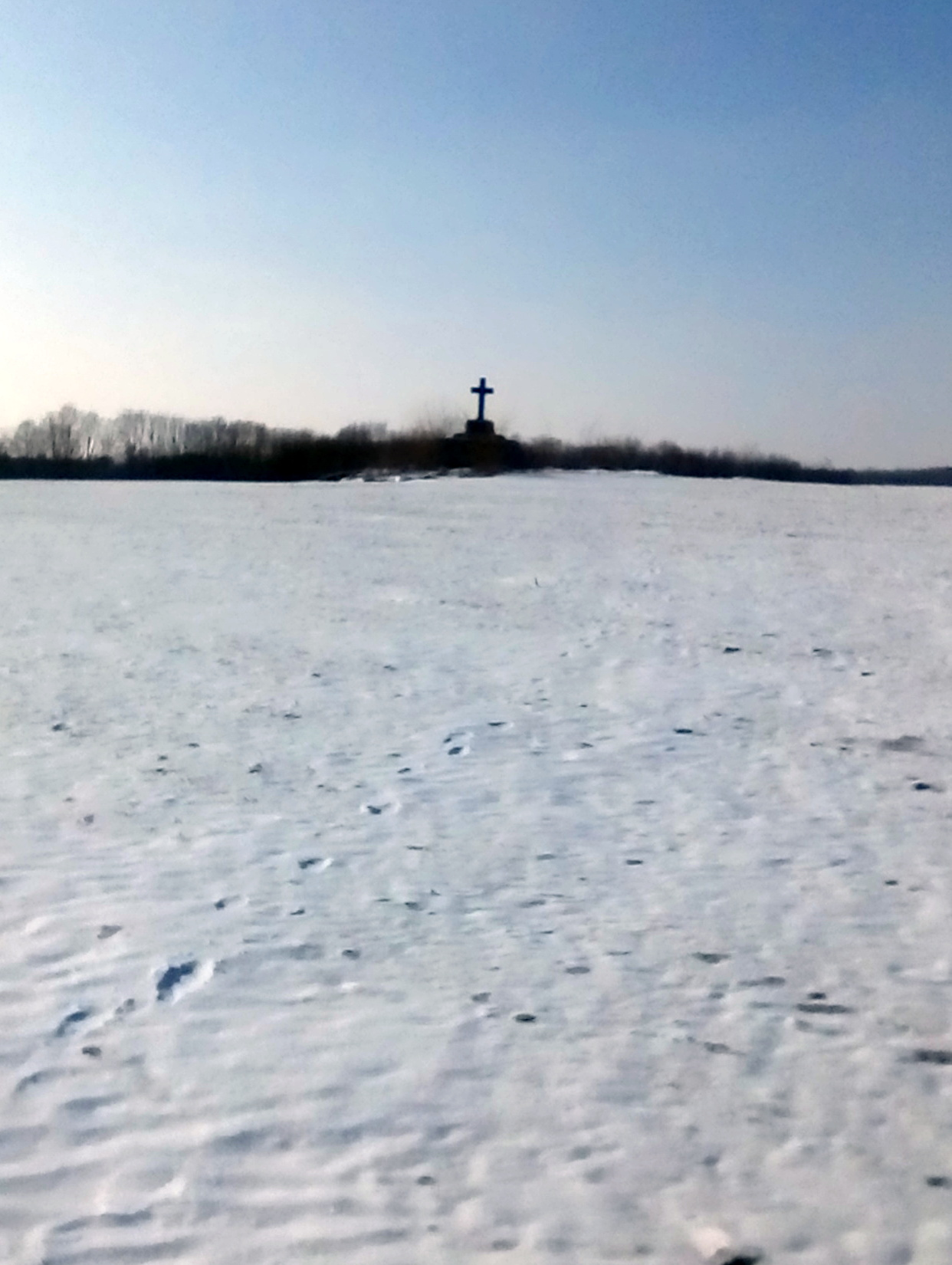
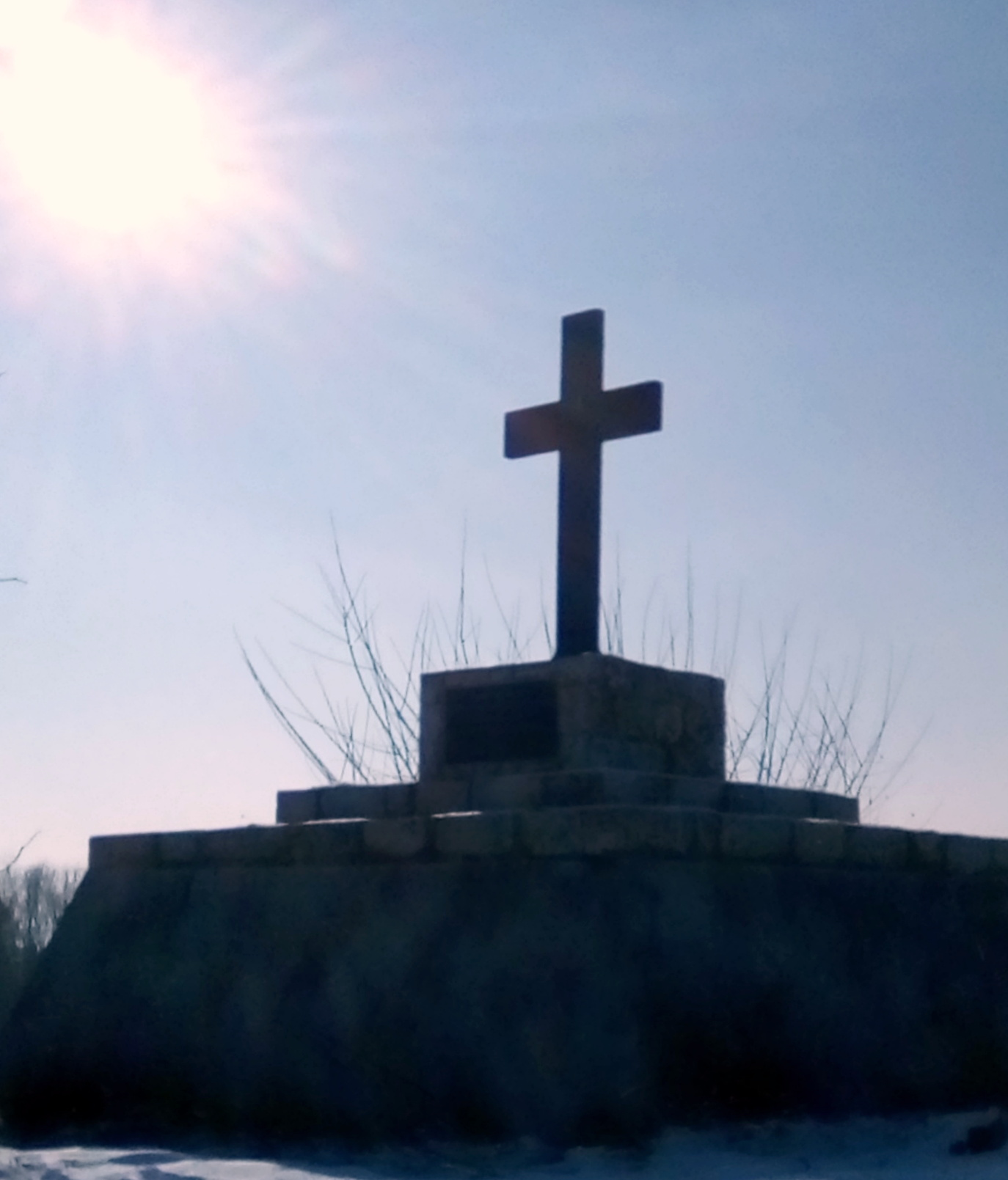
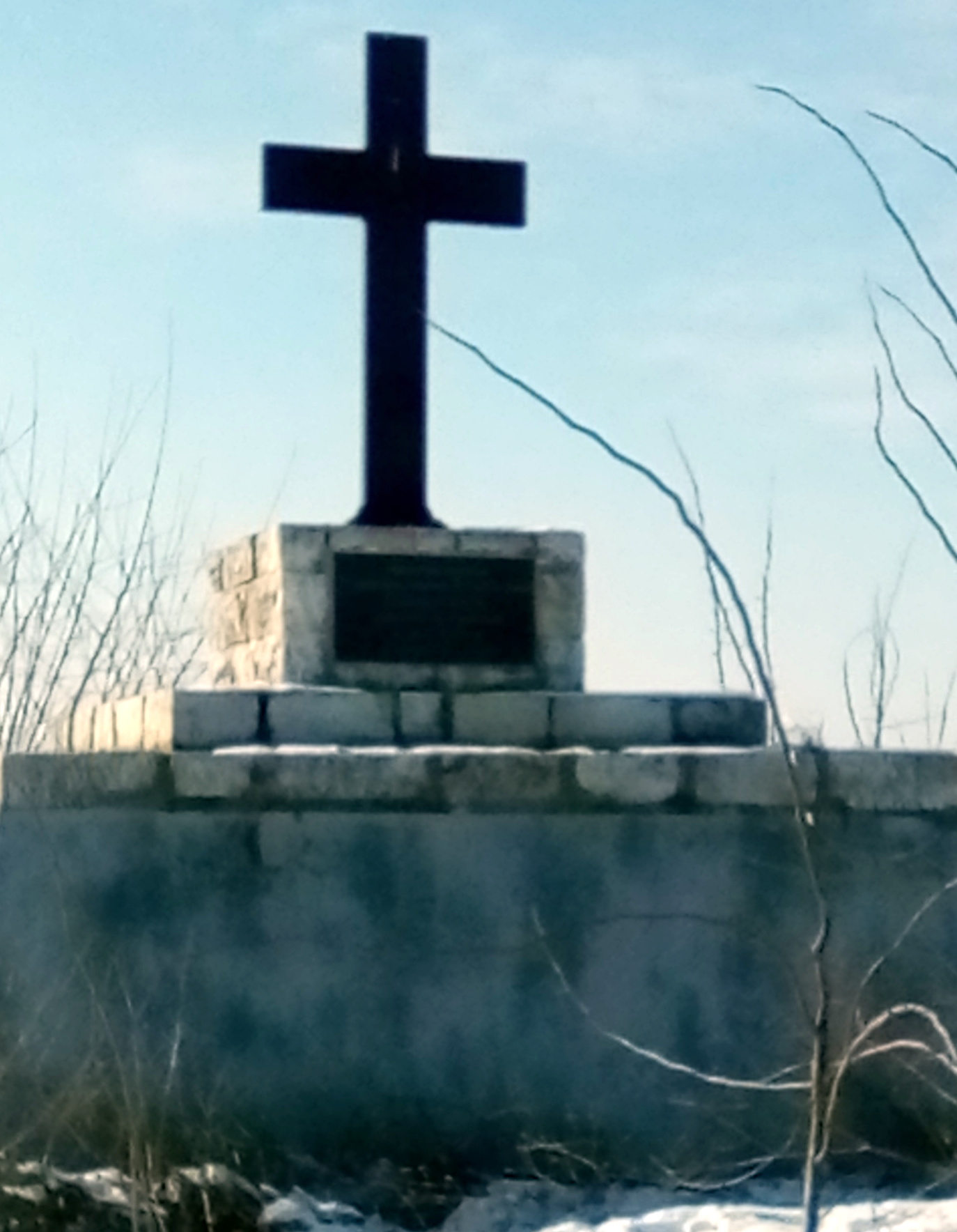
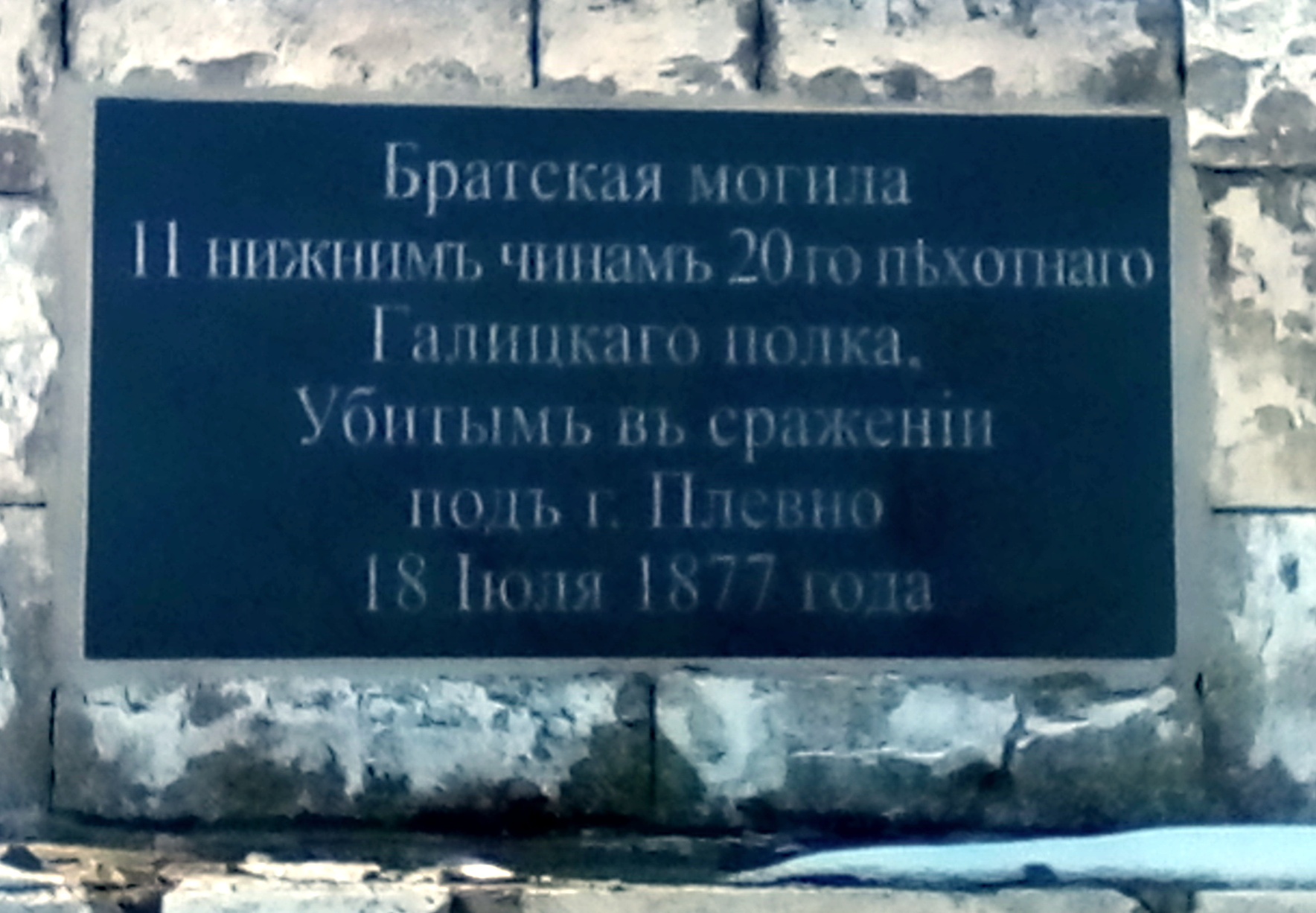
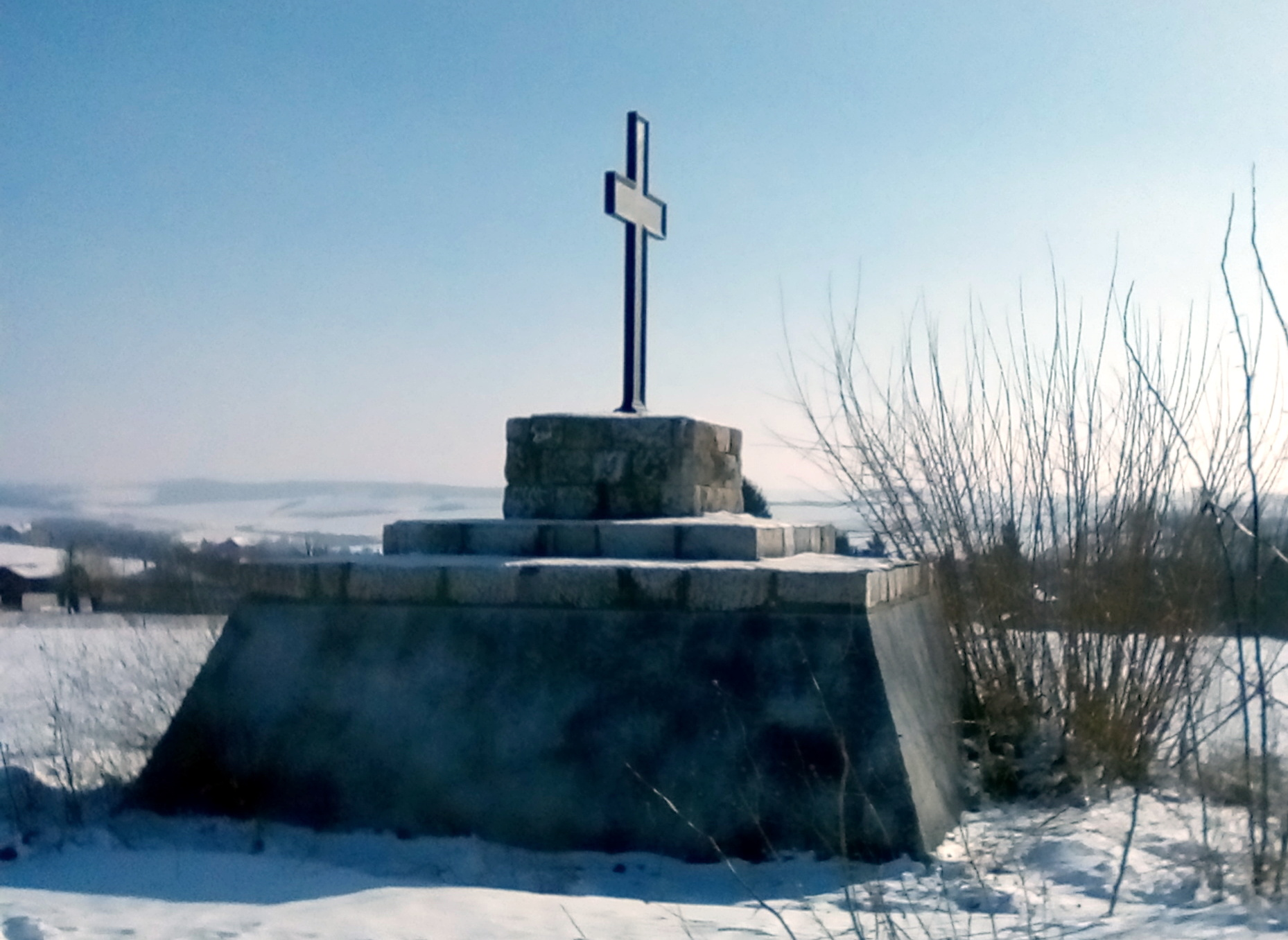
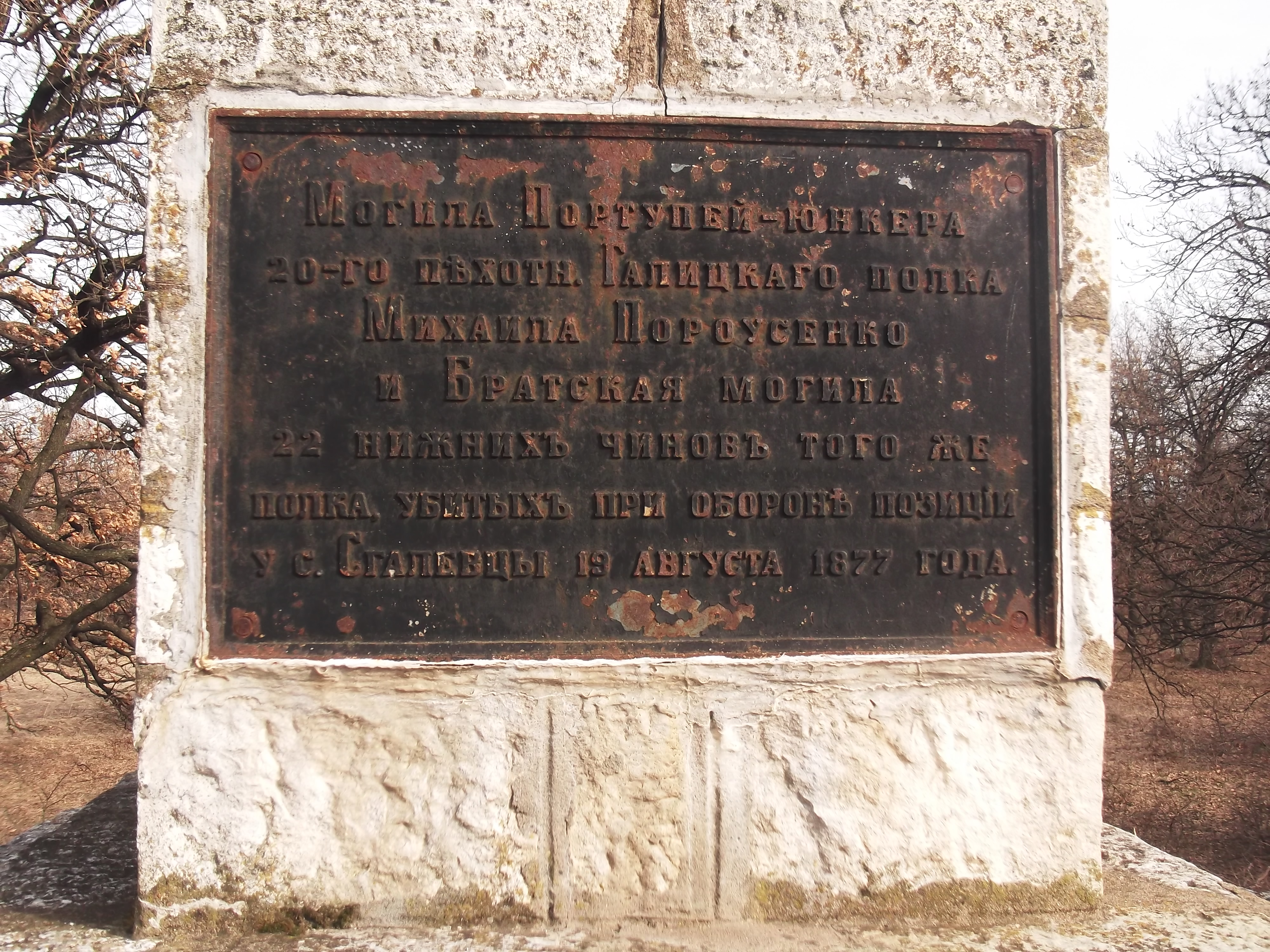
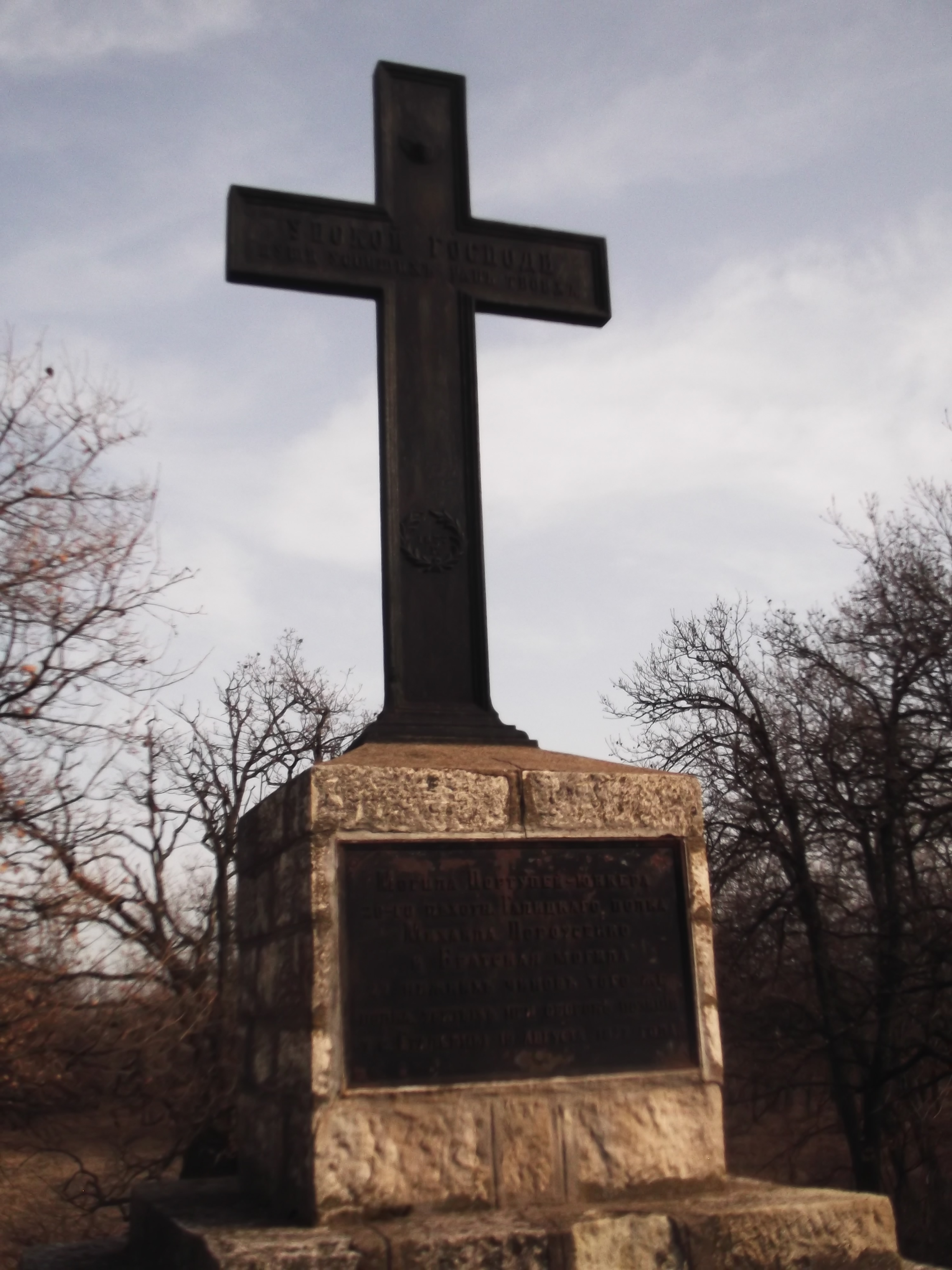
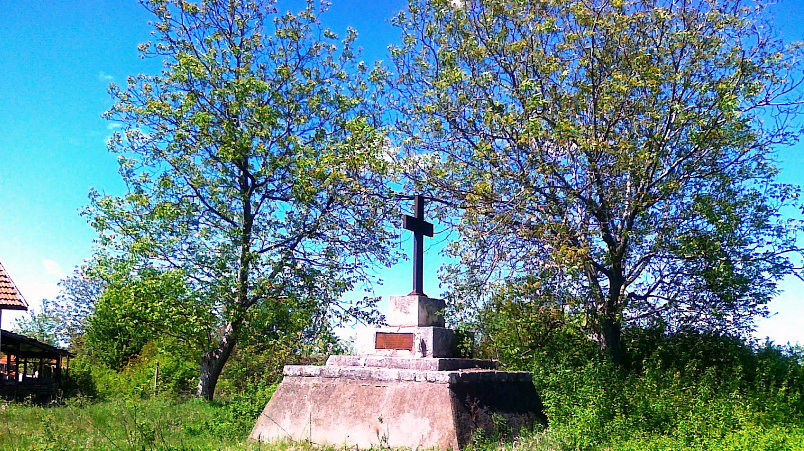
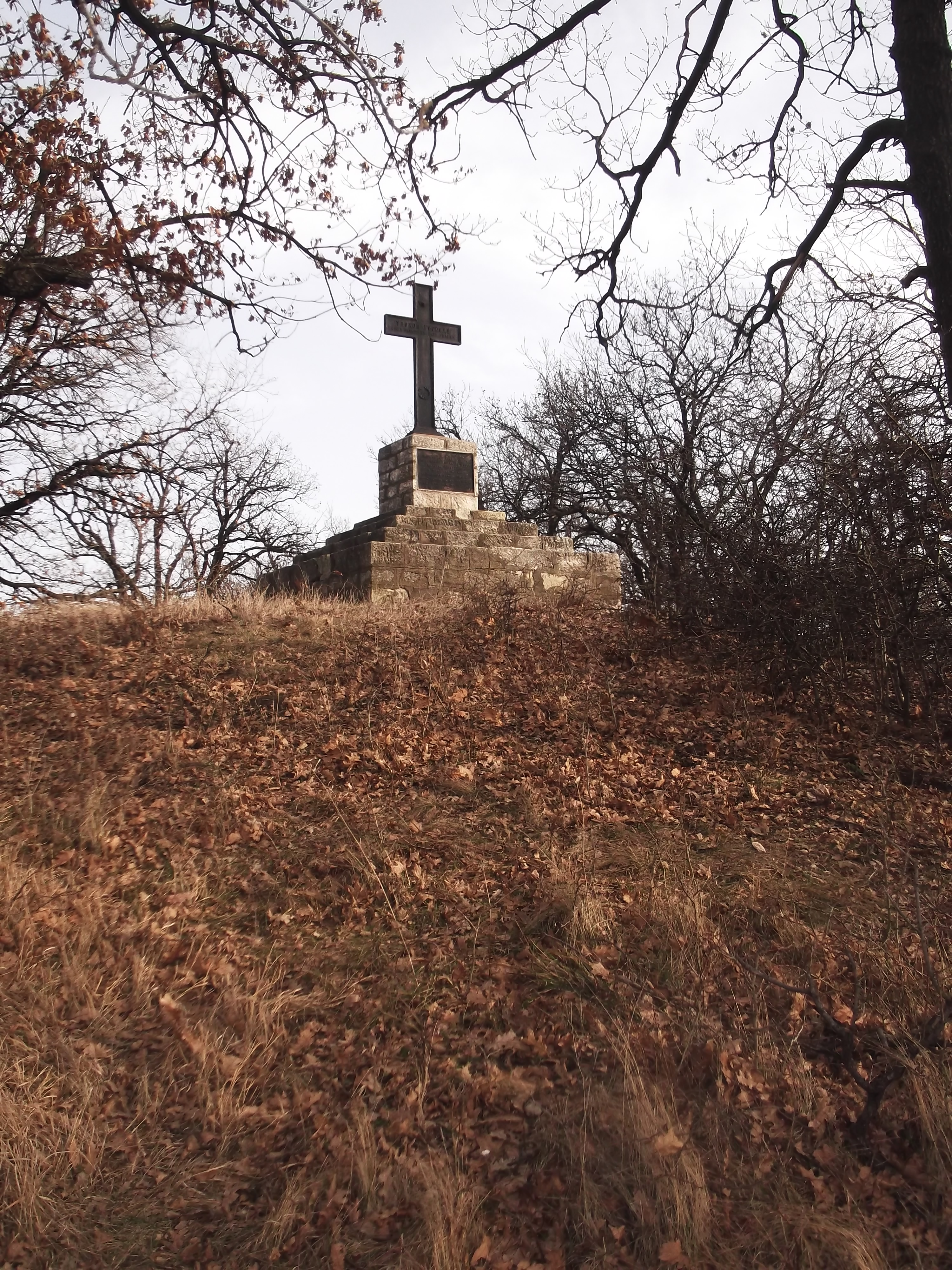
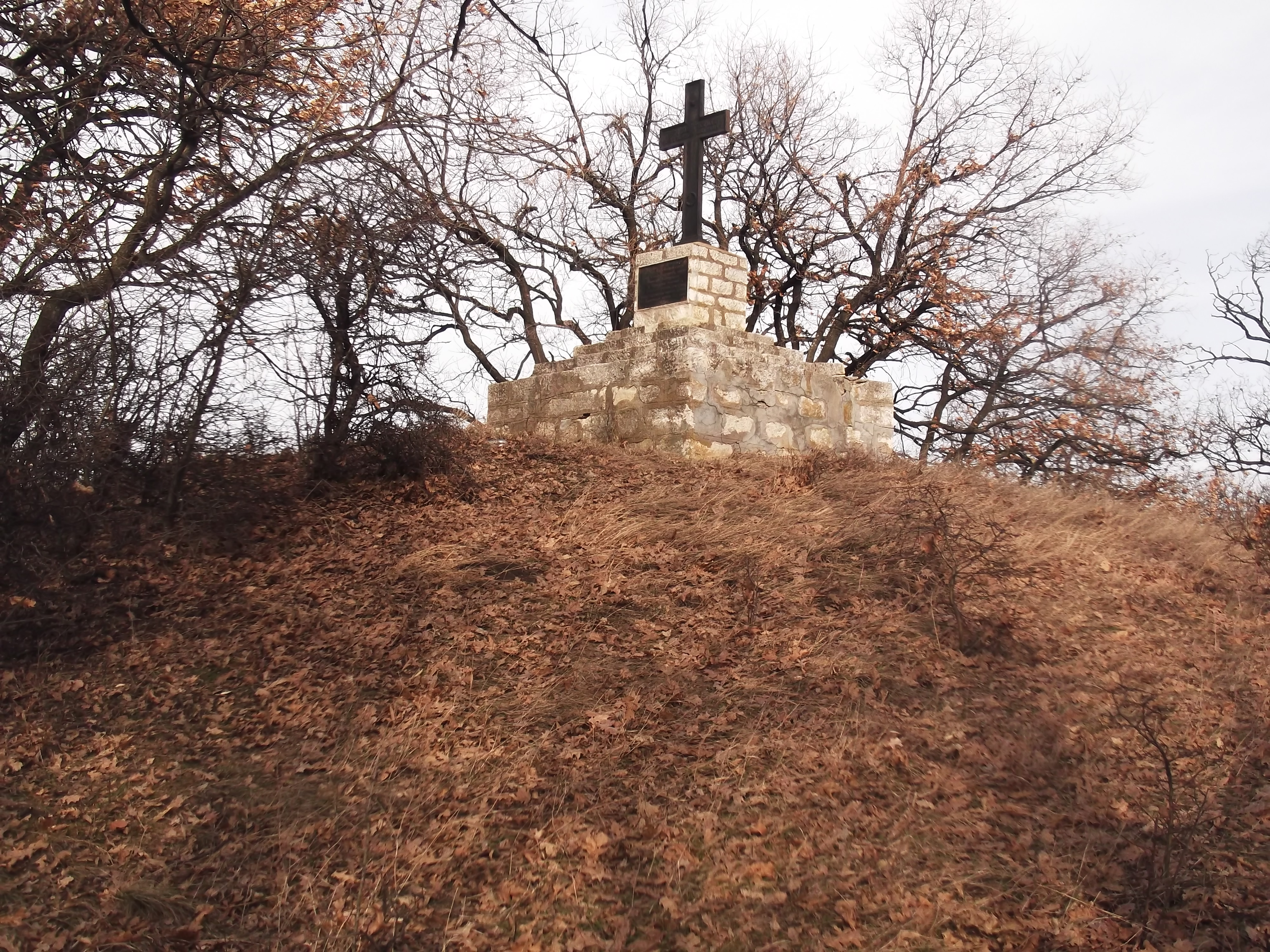
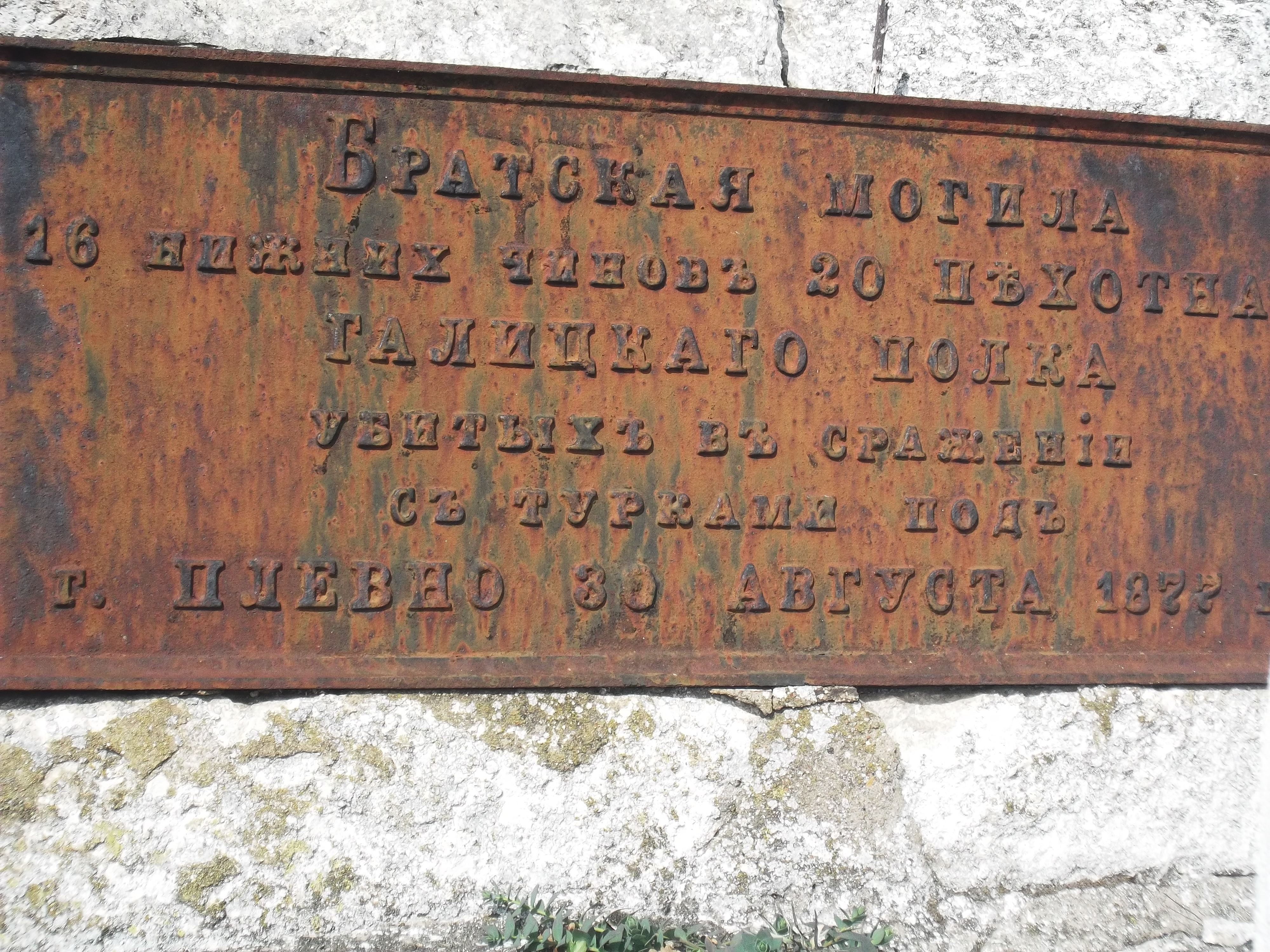
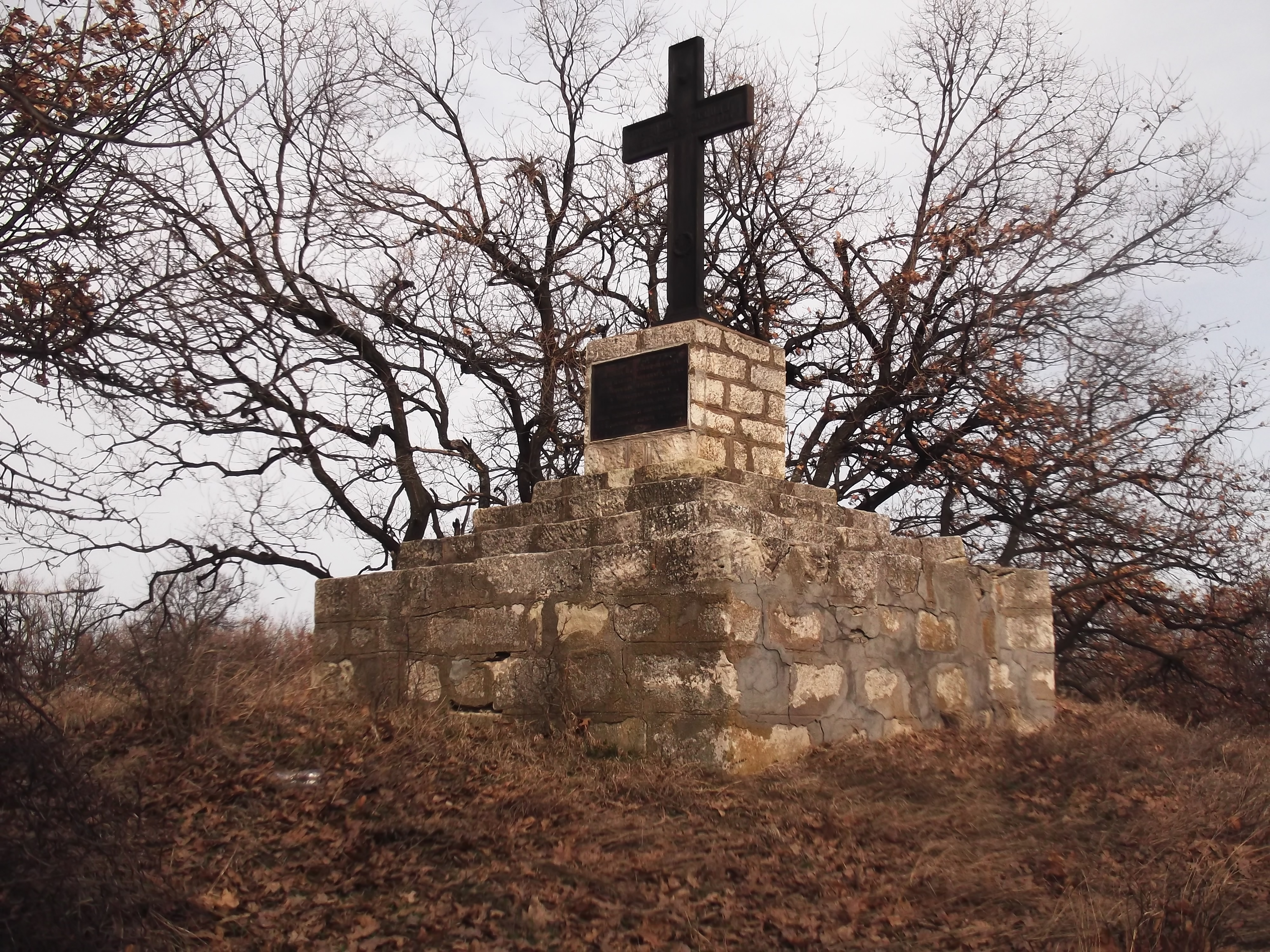
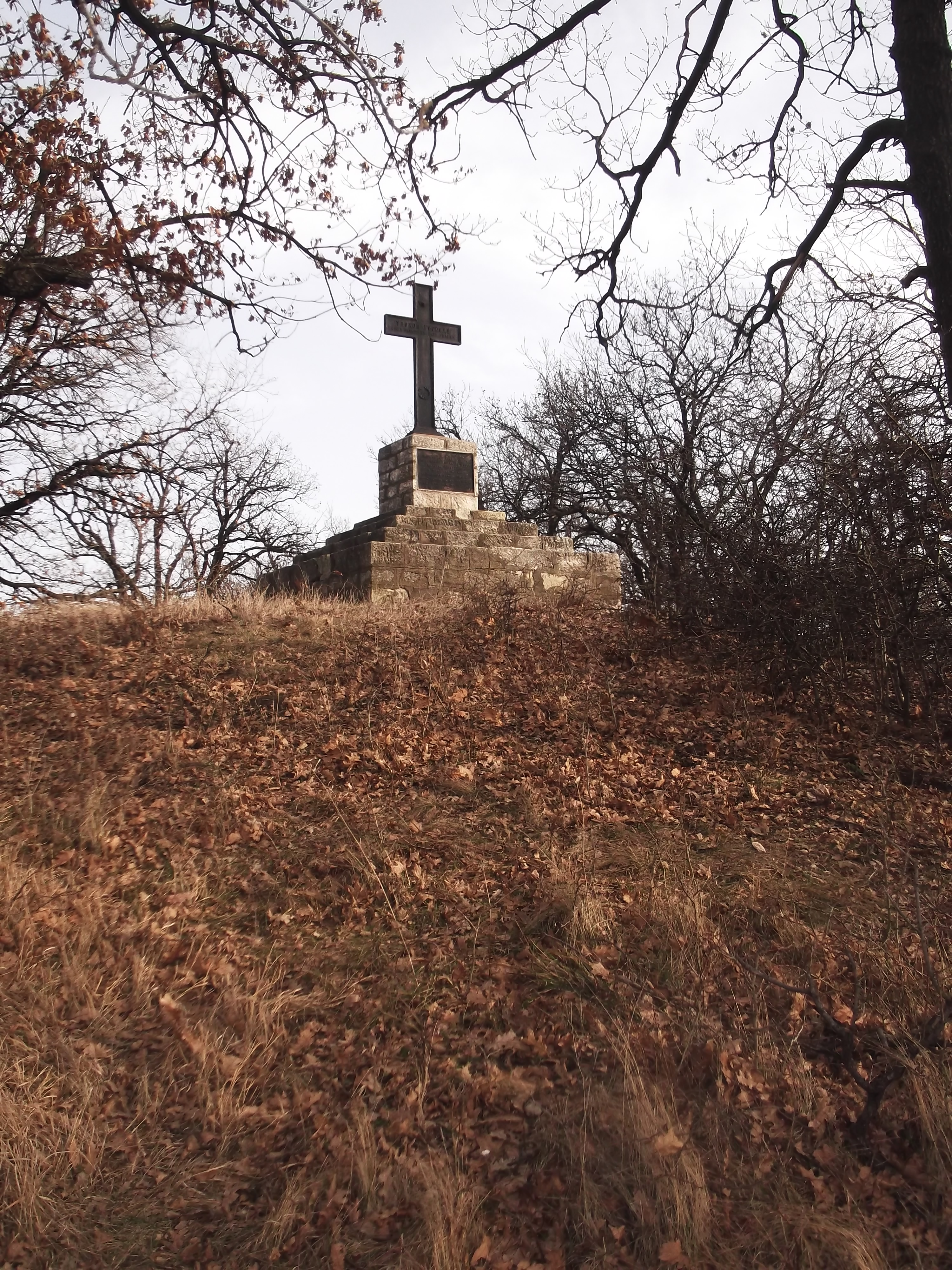
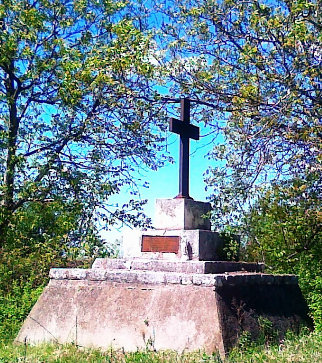
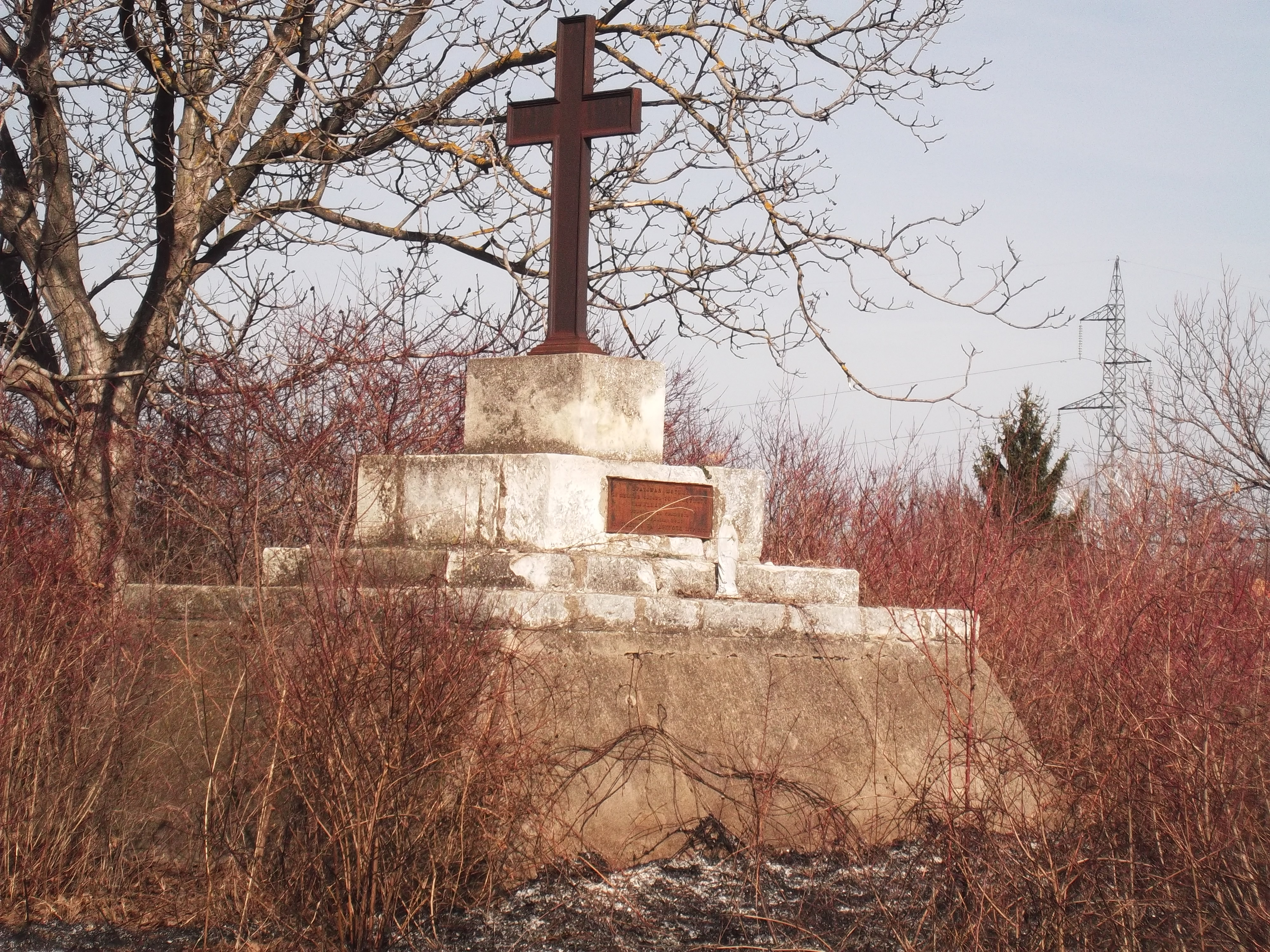
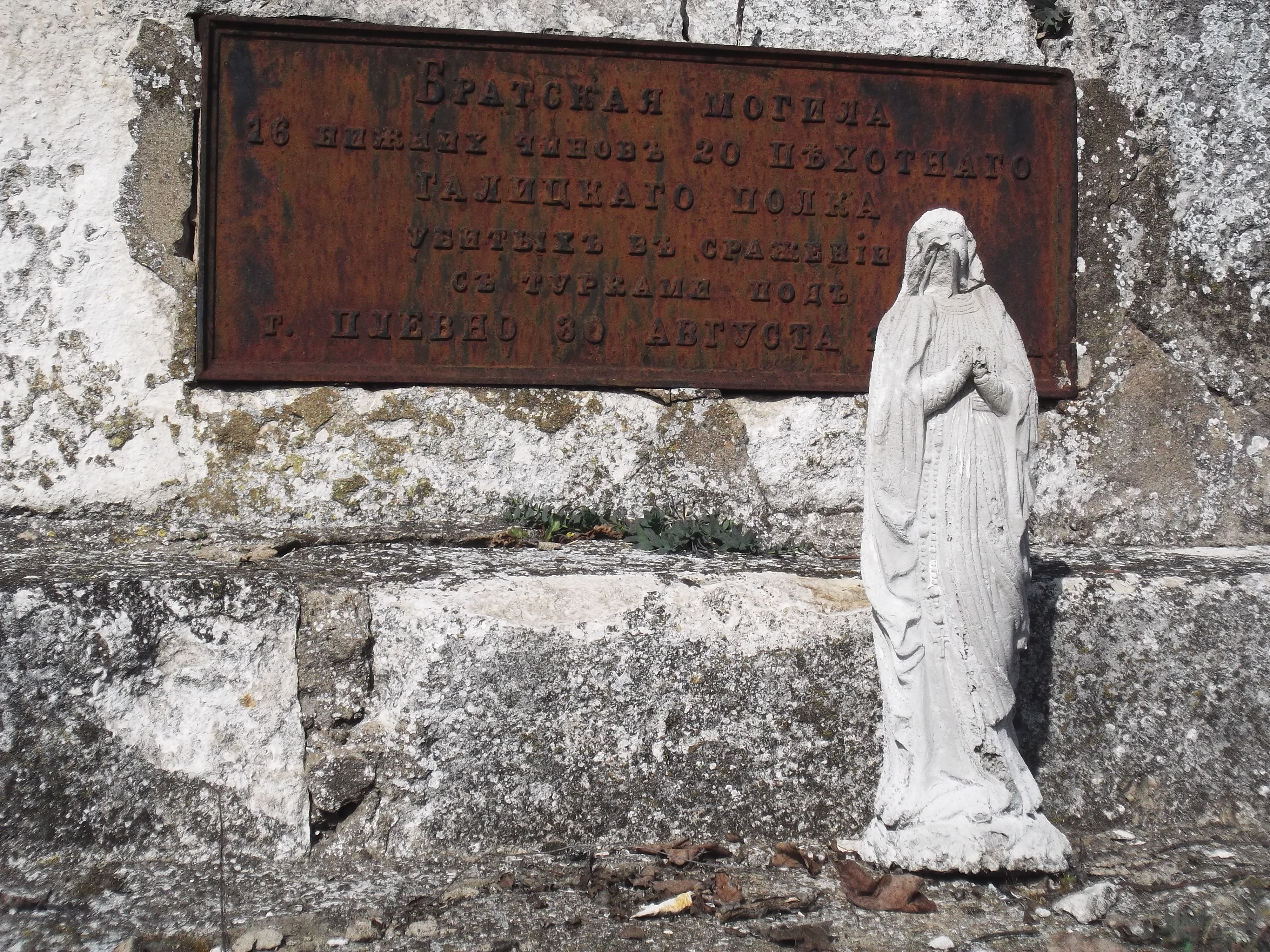
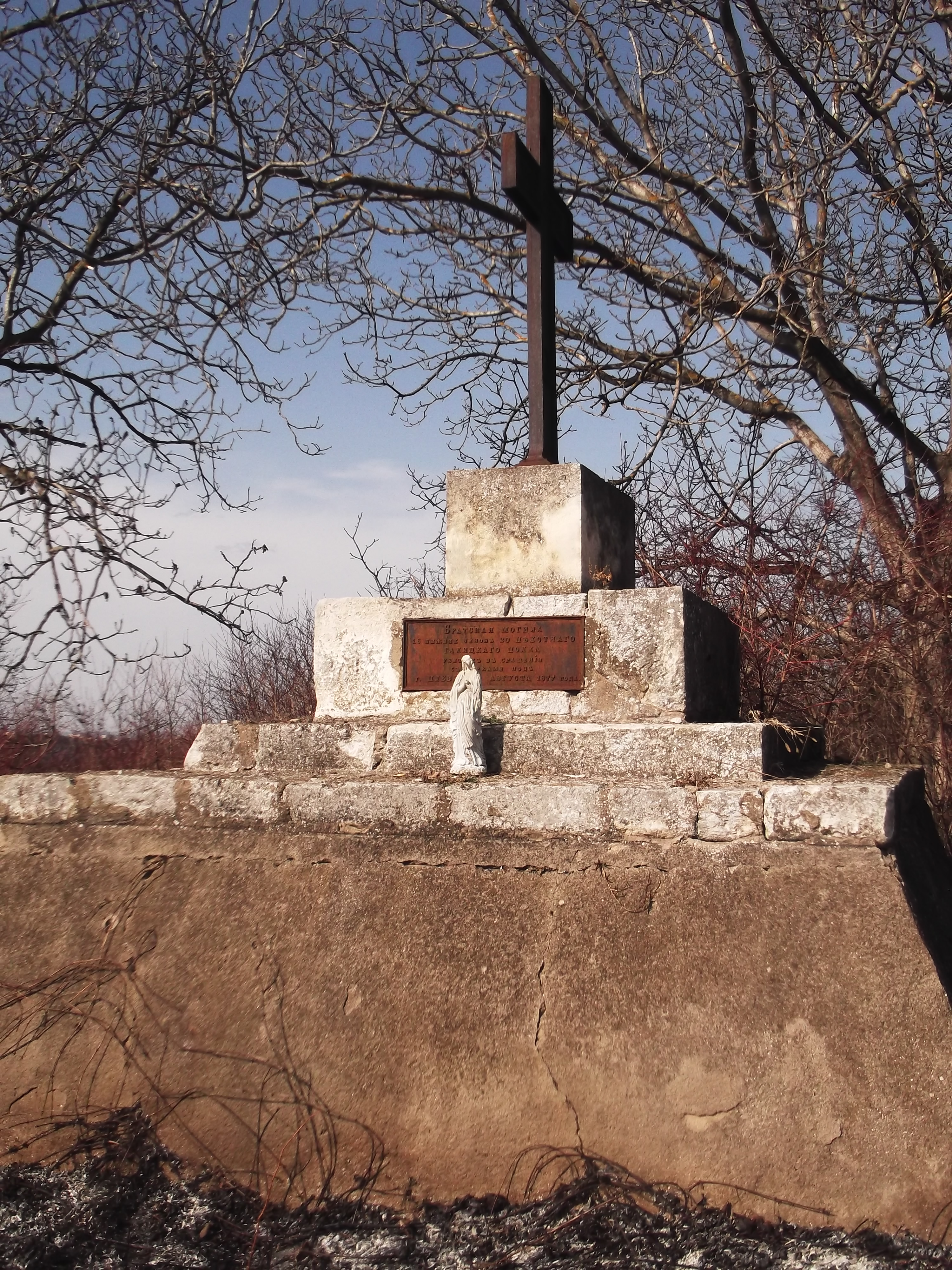

## Дислокация
- Севастополь, Таврическая губерния, в составе 1-й бригады 13-й дивизии:
- в 1820 году — Пронск, Рязанская губерния[3]. Второй батальон полка находится при поселенной 2-й уланской дивизии. Полк входил в состав 4-й пехотной дивизии.
- 1857 год — Кременец, Волынской губернии
- 1862 год — Сташев
- 1863 год — Сташев, Сандомеж, Опатов
- 1865 год — Седлец

## Шефыилипочётные командиры
- 17.01.1811 — 08.10.1813 — генерал-майор Линдфорс, Фёдор Андреевич
- 06.10.1867 — 20.11.1872 — генерал-адъютант генерал от инфантерии граф Киселёв, Павел Дмитриевич

## Командиры полка
- 02.05.1812 — 12.12.1821 —  майор (с 04.04.1813 подполковник, с 02.01.1816 полковник) Шелашников, Николай Иванович
- 01.02.1822 — 06.04.1830 — полковник барон Болен (Боллен), Лев Леонтьевич
- 22.08.1830 — 02.04.1833 — полковник Соймонов, Фёдор Иванович
- 02.04.1833 — 17.02.1835 — полковник Красовский, Степан Григорьевич
- 17.02.1835 — 17.05.1845 — полковник (с 08.09.1843 генерал-майор) Ушаков, Александр Клеонакович
- 18.05.1845 — 18.12.1854 — полковник (с 26.11.1852 генерал-майор) Ратов, Пётр Алексеевич
- 18.12.1854 — 30.08.1855 — полковник Челищев, Платон Иванович
- 30.08.1855 — 02.04.1864 — подполковник (с 18.03.1856 полковник) Зверев, Павел Васильевич
- 02.04.1864 — 12.09.1870 — полковник Цвецинский, Адам Игнатьевич
- 12.09.1870 — 03.08.1877 — полковник Разгильдеев, Пётр Анемподистович
- 03.08.1877 — 12.03.1886 — полковник Вернер, Иван Иванович
- 16.03.1886 — 19.10.1892 — полковник Российский, Александр Алексеевич
- 19.10.1892 — 21.07.1898 — полковник Русанов, Сергей Иванович
- 27.07.1898 — 04.12.1901 — полковник Четыркин, Николай Николаевич
- 10.01.1902 — 12.11.1907 — полковник Федотов, Михаил Демьянович
- 12.11.1907 — 08.02.1911 — полковник Джонсон, Герберт Георгиевич
- 24.02.1911 — 17.04.1914 — полковник Зарембо-Рацевич, Аркадий Иосифович
- 22.04.1914 — 17.08.1914[4] — полковник Линда, Константин Павлович
- 03.09.1914 — 06.06.1915 — полковник (с 03.04.1915 генерал-майор) Романовский, Георгий Дмитриевич
- 07.06.1915 — 22.04.1917 — полковник Пиотровский, Эдуард Францевич
- 22.04.1917 — 12.08.1917 — полковник Островский, Николай Григорьевич
- 12.08.1917 — 01.12.1917 — полковник Несходовский, Борис Яковлевич[5]

## Знаки отличия
1. Полковое знамя Георгиевское с надписью: «За взятие Никополя 3 июля 1877 г.»

. Пожаловано 17 апреля 1878 г.
1. Знаки на головные уборы с надписью: «За отличие»[6]. Пожалованы 16 августа 1833 г.
2. «Поход за военное отличие». Пожалован 30 июля 1856 г. за отличия в Крымскую войну 1853-56 гг.
3. Георгиевская труба с надписью «За Севастополь в 1854 и 1855 годах»[6]. Пожалована 30 августа 1856 г.